# Richard Karpellus
Richard Karpellus (* 28. November 1897 in Ödenburg; † 3. August 1971 in Eisenstadt) war ein österreichischer Ingenieur in der Energiewirtschaft des Burgenlands.

## Leben
Karpellus besuchte in Ödenburg die Volksschule und das Realgymnasium. Er wurde 1915 zur Gemeinsamen Armee einberufen und kehrte 1919 aus der Kriegsgefangenschaft zurück. Er studierte an der Technischen Hochschule Graz Maschinenbau und wurde 1923 im legitimistischen Corps Danubia recipiert. Als Ingenieur trat er in den Dienst der Elektrizitätsgesellschaft Ostburg in Oberwart. 1927 wurde er Betriebsleiter des Elektrizitätswerks in Güssing. 1927 holte ihn Heinz Birthelmer als Betriebsleiter zur Eisenstädter Elektrizitäts-AG. Er trat zum 1. Juni 1933 der NSDAP bei (Mitgliedsnummer 1.629.642), wurde 1939 zum Leiter der Betriebsdirektion der Gauwerke Niederdonau AG in St. Pölten berufen und 1940 zu den Westmährischen Elektrizitätswerken nach Brünn versetzt. Da er Mitglied der NSDAP gewesen war, wurde er 1945 entlassen. Er wechselte in die Privatwirtschaft. 1949 wurde er wieder bei der STEWEAG angestellt. Er wurde Betriebsdirektor für das südliche Burgenland und war maßgebend an der Elektrifizierung dieses Gebietes beteiligt. Er stand sich gut mit dem Landeshauptmann Lorenz Karall und seinem Stellvertreter Alois Wessely. An der Gründung der Burgenländischen Elektrizitätswirtschafts Aktiengesellschaft maßgeblich beteiligt, wurde er 1959 Vorstandsvorsitzender und Generaldirektor des Energieversorgungsunternehmens. Mit der Niederösterreichischen Elektrizitätswirtschafts-Aktiengesellschaft und der Energie Steiermark führte er erfolgreiche Vermögensverhandlungen. 1962 trat er in den Ruhestand.